# Abu Mena
Abu Mena er en tidligere by, et klosteranlæg og et tidligere pilgrimscenter i guvernementet Al Iskandariyah i Egypten, 45 km sydvest for Alexandria. Stedet blev verdensarvssted i 1979.

Byen blev anlagt på stedet hvor martyren Sankt Mena døde i 296. 
Byen er en af de ældste kristne byer i Egypten, og eksisterede mellem 300- og 600-tallet. De første udgravninger foregik 1905-07, og de sidste blev afsluttet i 1998. Byen indeholder ruiner efter en kirke, et dåbskapel, basilikaer, almindelige huse, gader, kloster og værksteder.
På grund af opdæmning er vandstanden steget i området, og Abu Mena har i perioden 2001 til 2025 stået på UNESCOs liste over truede verdensarvsteder.